# Регистрационен номер на МПС (Канада)
В номерата на автомобилите в Канада няма включен МПС код, а номерът представлява комбинация от букви и цифри.
Номерата се издават в съответнита провинция. Над или под номера е изписано името на провинцията, която е издала номера, например Онтарио (Ontario), Британска Колумбия (British Columbia), Квебек (Quebec) и т.н.
Също така водачът на МПС-то може да си направи по поръчка регистрационния номер, който дори може да включва освен числа и букви също и символи като звездички, сърчица и други. Тъй като ако номерът е съставен от букви се използва латинската азбука, някои българи си правят номерата с визуално еднакви букви на латинската азбука отговарящи на българската и например може да се види номер, който да изглежда така: ВАРНА.
В повечето канадски провинции се дават два номера, които се закачат отпред и отзад на колата. Някои канадски провинции понастоящем строго налагат закони, които изискват всички коли да имат две регистрационни табели (по една отпред и отзад). Това трябва да подобри ефективността на фотокамерите, които снимат автоматично нарушителите, минаващи при червен сигнал на светофара. В някои провинции обаче е достатъчно да се сложи само един номер отзад на колата (предна табела се слага по желание, или властите дават само една табела, която в тези провинции се слага в задната част на колата).